# Provincia di Kanem
La provincia di Kanem è una delle province del Ciad. Il capoluogo è Mao. 
Prende il nome dall'impero medievale di Kanem, che ebbe qui il suo centro. L'attuale regione fu creata nel 2002 dalla precedente Prefettura di Kanem. Nel 2008, una parte della regione fu scorporata per divenire la Regione di Barh El Gazel.

## Suddivisioni amministrative
La provincia è divisa nei seguenti dipartimenti:
| Dipartimento         | Capoluogo | Comuni                                |
| -------------------- | --------- | ------------------------------------- |
| Kanem                | Mao       | Mao, Kekedina, Melea, Wadjigui, Djara |
| Kanem Settentrionale | Nokou     | Nokou, Ntiona, Rig Rig, Ziguey        |
| Kanem Meridionale    | Mondo     | Am Doback, Mondo                      |